# 52 Cygni
52 Cygni (52 Cyg) es una estrella en la constelación del Cisne.
De magnitud aparente +4,22, se encuentra a 203 años luz del sistema solar.

## Características
52 Cygni es una gigante amarillo-anaranjada de tipo espectral G9.5III cuya temperatura efectiva es de 4774 ± 25 K.
Es 106 veces más luminosa que el Sol y, a partir de modelos teóricos, se puede calcular su diámetro, unas 15,1 veces más grande que el diámetro solar.
La medida directa de su diámetro angular por interferometría, da como resultado un valor para su diámetro muy semejante, 15,3 veces más grande que el del Sol.
Gira sobre sí misma con una velocidad de rotación proyectada de 2 km/s, lo que conlleva que su período de rotación puede durar hasta un año.
52 Cygni tiene una masa estimada entre 2,5 y 3 masas solares.
Presenta un contenido metálico claramente inferior al solar, siendo su índice de metalicidad [Fe/H] = -0,24.
Es una estrella del disco fino con una edad de 1600 ± 680 millones de años.

## Sistema binario
52 Cygni forma un sistema binario con una estrella de magnitud +8,7 que visualmente se halla separada de ella 6 segundos de arco.
Es una estrella semejante al Sol —con una luminosidad quizás un 20 % mayor que la de este— separada al menos 370 UA de la gigante.
Su período orbital supera los 3500 años.